# Trostberg
Trostberg is een gemeente in de Duitse deelstaat Beieren, gelegen in het Landkreis Traunstein. De stad telt 11.273 inwoners. Naburige steden zijn onder andere Tittmoning, Traunreut en Traunstein.

## Geschiedenis
Archeologische vondsten tonen aan dat het gebied al werd bewoond in de steentijd, bronstijd en ijzertijd.
In de middeleeuwen lag het invloedrijke klooster Baumberg nabij Trostberg.
De eerste schriftelijke vermelding van Trostpergs stamt uit 1233. In 1913 werden stadsrechten verleend aan Trostberg.
Altenmarkt a.d.Alz ·
Bergen ·
Chieming ·
Engelsberg ·
Fridolfing ·
Grabenstätt ·
Grassau ·
Inzell ·
Kienberg ·
Kirchanschöring ·
Marquartstein ·
Nußdorf ·
Obing ·
Palling ·
Petting ·
Pittenhart ·
Reit im Winkl ·
Ruhpolding ·
Schleching ·
Schnaitsee ·
Seeon-Seebruck ·
Siegsdorf ·
Staudach-Egerndach ·
Surberg ·
Tacherting ·
Taching a.See ·
Tittmoning ·
Traunreut ·
Traunstein ·
Trostberg ·
Übersee ·
Unterwössen ·
Vachendorf ·
Waging a.See ·
Wonneberg